# هتزنر
هتزنر (به آلمانی: Hetzner Online GmbH) یک شرکت و اپراتور مرکز داده مستقر در گونتسن‌هاوزن، آلمان است.
نباید این شرکت را با همنام سابق آفریقای جنوبی و شرکت شریک xneelo (هتزنر (Pty) Ltd سابق) اشتباه گرفت. این دو شرکت جداگانه ثبت شده‌اند و سهامداران یکسانی ندارند.

## تاریخچه
شرکت هتزنر (شرکت مسئولیت محدود در آلمان) در سال ۱۹۹۷ تحت عنوان «خدمات آنلاین هتزنر» فعالیت خود را در آلمان آغاز کرد. بین سال‌های ۲۰۰۰ و ۲۰۱۵، این شرکت در آلمان تحت شرکت سهامی فعالیت می‌کرد. در سال ۲۰۱۵، وضعیت قانونی خود را به «شرکت مسئولیت محدود در آلمان» تغییر داد. علاوه بر این، هتزنر تیم اجرایی خود را با «استفان کونوویکووا» و «گونتر مولر» در آغاز سال ۲۰۱۹ گسترش داد
این شرکت به نام مؤسس آن «مارتین هتزنر» نامگذاری شده‌است. شرکت هتزنر مالک و اداره کننده چهار پارک مرکز داده در نورنبرگ و فالکنشتاین (آلمان)، تووسولا (فنلاند)، و Ashburn، ویرجینیا (ایالات متحده آمریکا) است. علاوه بر این، شرکت هتزنر یک سرمایه‌گذار مشترک در پروژه Cinia C-Lion1 است که هلسینکی و روستوک، آلمان را با ۱/۱۰۰ کیلومتر کابل فایبرگلاس زیردریایی متصل می‌کند. این کابل یک اتصال پرسرعت بین مراکز داده آلمانی و فنلاندی هتزنر را فراهم می‌کند.
در سال ۲۰۱۷، شرکت هتزنر بیستمین سالگرد خود را با یک رویداد چند روزه در پارک مرکز داده خود در فالکنشتاین جشن گرفت. این رویداد "Willkommen im Internet" (به فارسی: به اینترنت خوش‌آمدید) شامل کارگاه‌های فنی، گشت و گذار در این مرکز و کنسرت عمومی و در فضای باز توسط خواننده اتریشی، کریستینا استورمر بود.
دفتر مرکزی شرکت هتزنر در گونتسن‌هاوزن، باواریا، در آلمان مستقر است.

## خدمات
شرکت هتزنر خدماتی چون میزبانی اختصاصی، میزبانی وب اشتراکی، سرورهای خصوصی مجازی، سرورهای مدیریت شده، نام دامنه، گواهینامه‌های SSL، جعبه‌های ذخیره‌سازی، و خدمات ابری را ارائه می‌دهد. در پارک‌های مرکز داده واقع در نورنبرگ، فالکنشتاین و تووسولا/فنلاند، مشتریان همچنین می‌توانند سخت‌افزار خود را به زیرساخت‌ها و شبکه این شرکت با خدمات هم‌محلی این شرکت متصل کنند. این شرکت یک سایت مزایده سرور را به صورت آنلاین راه اندازی می‌کند که در آن فرصت اجاره سرورهای اختصاصی قدیمی (نه خرید یا اشتراک گذاری) در قالب یک مزایده هلندی به حراج گذاشته می‌شود.
هتزنر‌ آنلاین یک ترتیب ثبت نام دامنه با ICANN (برای ثبت دامنه تحت .com , .net و .org و دیگران)، DENIC (برای .de), و nic.at (برای .at) دارد.

## زیر ساخت
پروژه‌های مرکز داده هتزنر‌ آنلاین با کمترین برون سپاری ممکن در داخل سازمان هماهنگ و اجرا می‌شوند. واحدهای مرکز داده توسط چندین لینک اضافی، از جمله ۱۳۰۰ گیگابیت بر ثانیه به DE-CIX و پیوندهای فیبر نوری به نورنبرگ و فرانکفورت ارائه می‌شوند. امکانات هم‌مکانی در تمام پارک‌های مرکز داده در نورنبرگ، فالکنشتاین/وگتلند در آلمان و هلسینکی در فنلاند مستقر هستند. در سال ۲۰۲۱، یک مرکز داده در Ashburn، ویرجینیا افتتاح شد که نشان دهنده نخستین سرور آمریکایی هتزنر‌ است.

### شبکه
ستون فقرات به شکل یک شبکه حلقه ای بین مکان‌های مرکز داده نورنبرگ و فالکنشتاین و همچنین مهم‌ترین مکان اینترنتی، فرانکفورت، راه اندازی شده‌است. همه مکان‌ها از طریق شبکه فیبر نوری خود شرکت به گره‌های تبادل مرکزی مانند DE-CIX , AMS-IX , DATA-IX و V-IX متصل می‌شوند. همه سرورهای اختصاصی هتزنر دارای حداقل سقف ۲۰ ترابایت ترافیک ماهانه برای سرعت کامل در سرورهای خود با امکان پرداخت هزینه اضافی برای ترافیک اضافه هستند. اگرچه، سقف پهنای باند سرعت اتصال ۱ گیگابیت بر ثانیه را از ۱ اکتبر ۲۰۱۸ برداشته اند.

## حوادث

### هک شدن
در ژوئن ۲۰۱۳، هتزنر‌ آنلاین از یک نقض امنیتی رنج می‌برد که در آن اطلاعات مشتری در معرض مهاجمانی قرار گرفت که سیستم‌های نظارتی هتزنر‌ آنلاین را به خطر انداخته بودند.

### شکایات روسیه در مورد Glavcom.ua
در اوایل آگوست ۲۰۱۴، سرویس فدرال روسیه برای نظارت بر ارتباطات، فناوری اطلاعات و رسانه‌های جمعی (Roskomnadzor) درخواستی را به بسیاری از خبرگزاری‌ها از جمله بی‌بی‌سی ارسال کرد که در آن هرگونه اشاره به تظاهراتی که در شهر نووسیبیرسک در سیبری ترتیب داده شده بود، ممنوع شد. حمایت از فدرال شدن سیبری تعدادی از این پیام‌ها به اوکراین ارسال شد که در بحبوحه جنگ اعلام نشده با شبه نظامیان روسی در منطقه دونتسک بود. از آنجایی که روزنامه‌های آنلاین اوکراین این مقاله را حذف نکردند، Roskomnadzor نامه‌هایی به ارائه دهندگان اینترنت خود ارسال کرد و خواستار حذف این خبر شد. هتزنر‌ آنلاین با درخواست‌ها موافقت کرد و اطلاعیه‌ای را به glavcom.ua ارسال کرد و گفت: «لطفاً مشکل را حل کنید و ظرف ۲۴ ساعت آینده پاسخ دهید تا از تعلیق جلوگیری شود. این آخرین مهلت است.»
این خبر به‌طور گسترده در منابع خبری تجدید چاپ شد. وزارت امور خارجه اوکراین با صدور بیانیه ای با صاحبان و خبرنگاران glavcom.ua ابراز همبستگی کرد. واسیلی زواریچ، معاون اداره ارتباطات وزارت امور خارجه، در یک کنفرانس مطبوعاتی گفت که از تبعیت هتزنر آنلاین با شکایت روسیه شگفت زده شده‌است. همچنین، یک بخش آلمانی از گزارشگران بدون مرز بیانیه ای در محکومیت Roskomnadzor صادر کرد.
اخطارهای تعلیق Glavcom.ua توسط هتزنر‌ آنلاین در ۶ اوت ۲۰۱۴ صادر شد. در ۱۰ آگوست، هتزنر‌ آنلاین عذرخواهی کرد و انکار کرد که هرگونه سانسوری برنامه‌ریزی شده‌است و پشتیبانی فنی آنها تصمیم اشتباهی گرفته‌است، که آنها متأسف هستند. با این حال، در آن زمان این داستان به‌طور گسترده در رسانه‌های جمعی آلمان منتشر شد، و Glavcom.ua قبلاً از هتزنر‌ آنلاین به یک ارائه دهنده میزبانی دیگر مهاجرت کرده بود.

### شکایت no.spam.ee
در سال ۲۰۱۳، یک فعال استونیایی ضد هرزنامه، تونو ساموئل، مطلبی را در وبلاگ خود دربارهٔ هرزنامه‌نویس ادعایی Silver Teede در وب‌سایت خود no.spam.ee پست کرد. در تلافی، Teede شکایتی به ارائه‌دهنده خدمات وبلاگ، هتزنر‌ آنلاین نوشت که تصمیم گرفت خدمات وبلاگ را خاتمه دهد. در یک پرونده قضایی متعاقب، دادگاه‌های استونی این شکایت‌ها را بی‌اساس تشخیص دادند و به ساموئل خسارتی از Silver Teede برای از دست دادن سرورهای ساموئل پرداخت کردند.

### کلیدهای SSH تکراری Ed25519
از آوریل ۲۰۱۵ تا دسامبر ۲۰۱۵، بسیاری از تصاویر سیستم عامل مورد استفاده توسط برنامه نصب Hetzner installimage از کلیدهای تکراری Ed25519 SSH استفاده می‌کردند. این به‌طور بالقوه می‌تواند به این معنا باشد که یک مهاجم می‌تواند از حمله مرد میانی برای به خطر انداختن اتصال SSH که از کلیدهای Ed25519 استفاده می‌کند استفاده کند. هتزنر یک ایمیل برای همه مشتریان آسیب دیده با سرورهای بالقوه آسیب دیده در مورد اطلاعات مربوط به مشکل و روش رفع آن فرستاد.

### مسدود کردن «نووایا گازتا»
در ۱۱ ژانویه ۲۰۱۶، هتزنر سایت سن پترزبورگ نوایا گازتا، روزنامه اپوزیسیون و غیردولتی پیشرو در روسیه را مسدود کرد. این روزنامه این عمل را بدون هیچ گونه تشریفات قانونی به عنوان سانسور سیاسی اعلام کرد.

### مسدود کردن اطلاعات جنگ اوکراین
در ۷ مارس ۲۰۲۲، در طول تهاجم روسیه به اوکراین در سال ۲۰۲۲، هتزنر ظاهراً سرورهای متعلق به یک وب سایت اطلاعات جنگی وابسته به دولت اوکراین (war.ukraine.ua) را که توسط حساب رسمی توییتر اوکراین ارسال شده بود، مسدود کرد. هتزنر در ابتدا مسدود کردن وب سایت مورد بحث را تکذیب کرد و اظهار داشت که کلودفلر به آنها اطلاع داده‌است که IP متعلق به شبکه آنها نیست. دو روز بعد، هتزنر از طریق یک بیانیه مطبوعاتی تأیید کرد که آنها به اشتباه سرورها را به دلیل «ناهنجاری» یافت شده در حساب توسط یک کارمند، که از یک «بررسی قابل قبول» هنوز به‌طور کامل توسعه نیافته بود، معلق کرده‌اند و اظهار داشت که اقدامات آنها از نظر سیاسی نبوده‌است. -با انگیزه